# Paragon (groupe)
Pour les articles homonymes, voir Paragon.
Paragon est un groupe allemand de heavy metal, originaire de Hambourg. Jouant dans le style power metal, le groupe est formé en 1990 par Martin Christian. La discographie du groupe comprend 12 albums studio.
Musicalement, le style de Paragon est souvent caractérisé comme du power metal allemand classique avec une forte influence du heavy metal traditionnel des années 1980. Dans leurs paroles, les musiciens font référence à la romance guerrière, aux motifs  mythologiques et au genre fantastique.

## Histoire

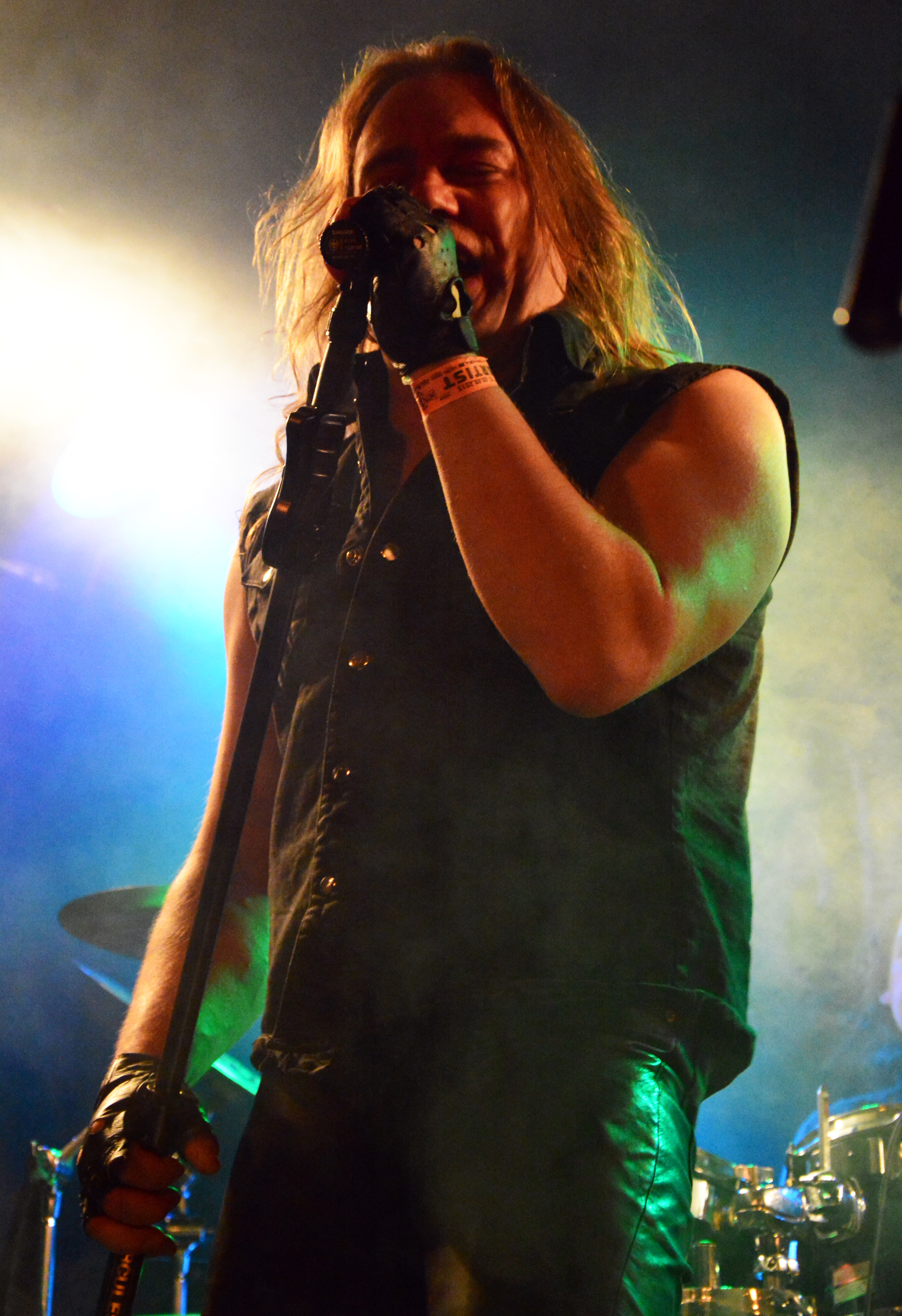
Andreas Babuschkin est le chanteur du groupe depuis 1997.

Le groupe est formé en 1990 par le guitariste Martin Christian. En 1993, les musiciens enregistrent leur première cassette démo Maelstrom of Decline, suivie de l'EP Into the Black en 1994. Peu après, le groupe signe un contrat avec le label Blue Merle et en 1995 sort le premier album de Paragon, intitulé World of Sin. Cette même année, le label Blue Merle fait faillite, ce qui a pour conséquence une mauvaise vente et distribution de l'album. Après plusieurs changements de line-up, le groupe cesse temporairement d'exister en 1996.
En 1997, Christian relance Paragon avec d'autres musiciens. Le nouveau line-up comprend : le chanteur Andreas Babuschkin, le guitariste Claudius Cremer, le bassiste Jan Bünning et le batteur Markus Corby. En 1998, le groupe sort son deuxième album Final Command, et un an plus tard leur troisième album, Chalice of Steel.
En 2001, les musiciens quittent le label B.O., signent un contrat avec Remedy Records et sortent l'album Steelbound. Ils quittent le label B.O., signent un contrat avec Remedy Records et sortent l'album Steelbound, produit par Pete Zilk d'Iron Savior, qui a également produit les trois albums suivants de Paragon. Il est suivi en 2002 par Law of the Blade, et en 2003 par The Dark Legacy. En 2004, le guitariste Claudius Cremer quitte le groupe et est remplacé par Günny Kruse. En 2005, le groupe sort un album intitulé Revenge. Après s'être séparé du producteur Pete Zilk, le groupe enregistre l'album Forgotten Prophecies en 2007. L'album est produit par Steve Quellmalz et Arne Wachtmann. La même année, le bassiste Jan Bünning quitte le groupe en raison de divergences créatives et est remplacé par Dirk Seifferd,.
En 2008, le groupe sort l'EP Larger than Life et un autre album complet intitulé Screenslaves, sur Massacre Records. Après de nombreuses discussions, Jan Bünning revient dans le groupe en 2009.
Martin Christian, membre fondateur, quitte Paragon en 2010 pour passer plus de temps avec sa famille. Il est remplacé par le guitariste Wolfgang Teves. En 2012, le groupe signe un contrat avec le label Napalm Records et sort son dixième album, Force of Destruction. En 2014, les musiciens annoncent qu'ils travaillent sur un nouvel album. Le mixage de l'album est à nouveau assuré par le producteur Pete Zilk. Au printemps 2015, Wolfgang Teves quitte le groupe et retrouve son ancien groupe Black Hawk. Peu de temps après, son fondateur Martin Christian revient au sein de Paragon. En novembre 2015, il est annoncé que le groupe signe un contrat avec Remedy Records, un label avec lequel les musiciens ont déjà collaboré par le passé. Le même mois, il est annoncé que le titre du nouvel album sera Hell Beyond Hell. L'album sort le 13 mars 2016 et reçoit des critiques positives de la part des critiques musicaux,,.
Deux ans plus tard, le groupe revient sur le label Massacre Records et annonce la sortie d'un nouvel album au printemps suivant. L'album s'intitule Controlled Demolition et sort le 26 avril 2019. En juin 2022, le guitariste Gunny Kruse quitte le groupe. Il est remplacé par le musicien brésilien Yuri Castro.

## Style musical et paroles
Le style musical de Paragon est généralement classé dans la catégorie du power metal avec une influence notable du heavy metal traditionnel. Geoff Mallet du site Metal Storm écrit dans sa critique de l'album Revenge que la musique de Paragon peut être comparée à la fois aux groupes de new wave of British heavy metal et aux groupes de power metal allemands tels qu'Iron Savior. Le chroniqueur Eduardo Rivadavia d'AllMusic est du même avis. Il note qu'en raison de son mélodisme et de ses « paroles à la Donjons et Dragons, le groupe est souvent automatiquement qualifié de power metal, mais que des parallèles avec Dio, Manilla Road et Grave Digger peuvent être établis dans leur travail, ce qui permet au groupe d'être considéré comme un groupe de heavy metal classique ». Selon lui, les musiciens font appel à la première période « plus simple, plus innocente et plus romantique » de la musique heavy metal, et l'esprit des années 1980 peut être ressenti à travers leur travail. Les journalistes note également souvent l'influence évidente de Manowar,, Iron Maiden et Judas Priest sur la musique de Paragon.
Les paroles de Paragon gravitent autour de la romance guerrière. Les musiciens font souvent référence à des thèmes mythologiques et au genre fantastique. Selon Jeff Mallett, le groupe ne réussit pas à éviter les clichés courants du genre, et leurs paroles sont dominées par des refrains simples et faciles à retenir, dans le style de Manowar,.
Certains critiques notent que le style musical de Paragon n'apporte rien de nouveau au genre,,. Alex Henderson, auteur d'une courte biographie du groupe pour le site AllMusic, estime que les styles glam metal et grunge populaires à l'époque de la formation du groupe n'ont pas eu d'influence sur Paragon et que le groupe restE fidèle aux traditions du genre tout au long de sa carrière.

## Discographie
- 1994 : World of Sin
- 1998 : The Final Command
- 1999 : Chalice of Steel
- 2001 : Steelbound
- 2002 : Law of the Blade
- 2003 : The Dark Legacy
- 2005 : Revenge
- 2007 : Forgotten Prophecies
- 2008 : Larger than Life (EP)
- 2008 : Screenslaves
- 2012 : Force of Destruction
- 2016 : Hell Beyond Hell
- 2019 : Controlled Demolition